# Олексіївка (Пологівський район)
Олексі́ївка — село в Україні, у Смирновській сільській громаді Пологівського району Запорізької області. Населення — 1355 осіб.

## Географія
Село Олексіївка розташоване на лівому березі річки Берда, біля її витоків, нижче за течією примикає село Бережне, на протилежному березі — села Вершина Друга, Смирнове і Титове. Селом тече декілька пересихаючих струмків з загатами. Поруч проходить залізниця, станція Більманка за 3,5 км.

## Історія
Село засноване до 1909 року. У 1935—2016 роках перебувало в складі Куйбишевського району, з 2016 року — Більмацький район.
12 червня 2020 року, відповідно до Розпорядження Кабінету Міністрів України від № 713-р «Про визначення адміністративних центрів та затвердження територій територіальних громад Запорізької області», увійшло до складу Смирновської сільської громади.
19 липня 2020 року, в результаті адміністративно-територіальної реформи та ліквідації Більмацького району, село увійшло до складу новоутвореного Пологівського району.
14 грудня 2024 року СБУ разом із ОСУВ «Таврія», ГУР, ССО та СБС провела унікальну багатоетапну спецоперацію, метою якої було перерізати логістичні шляхи постачання пального з тимчасово окупованого Криму на тимчасово окуповані території Запорізької області. Спочатку 13-те Головне управління Департаменту військової контррозвідки СБУ організувало диверсію з підриву колій під час руху вантажного поїзда з цистернами поблизу села Олексіївка, а коли поїзд зупинився і почалося горіння частини цистерн, було завдано удар із застосуванням РСЗО HIMARS ОСУВ «Таврія». Ракети вразили локомотив й крайні вагони, щоб ворог не зміг розтягнути цистерни і врятувати частину палива. В ході спецоперації знищено локомотив та 40 вагонів-цистерн на загальну вартість близько $4 млн, а також на тривалий час виведено з ладу важливу залізничну лінію, яка забезпечувала російські окупаційні війська.

## Економіка
- ТОВ «Фаворит».

## Об'єкт соціальної сфери
- В Олексіївці діє загальноосвітня школа І—ІІІ ступеня.

## Відомі особистості
Уродженці села

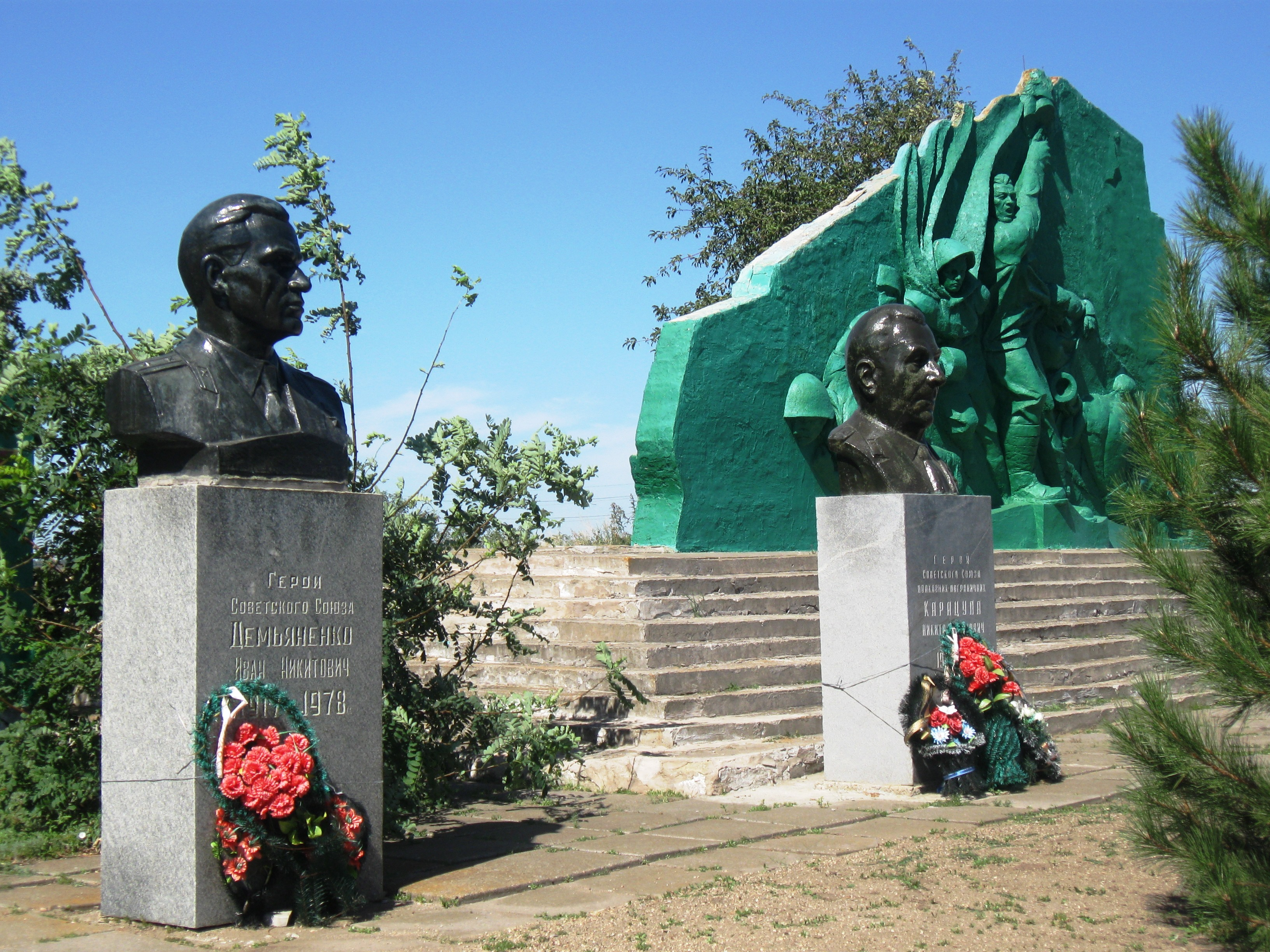
Братська могила радянських воїнів, пам'ятники Дем'яненку І. М. та Карацупі М. Ф.

- Дем'яненко Іван Микитович (1917—1978) — військовий, Герой Радянського Союзу
- Карацюпа Микита Федорович (1909—1994) — радянський прикордонник.